# Sindrome dell'Avana
Per sindrome dell'Avana si intende una tipologia di malesseri insorti nel 2016 in alcuni membri del personale dell'ambasciata statunitense presso L'Avana. Episodi simili sono successivamente stati segnalati dal personale dell'ambasciata canadese nella capitale cubana, nonché da quello di diverse sedi diplomatiche statunitensi sparse per il mondo, tra cui Guangzhou, Berlino e Vienna.
Le persone affette hanno riferito sintomi tra cui vertigini, mal di testa, stanchezza, nausea, ansietà, alterazioni sensoriali (tra cui deficit all'udito) e perdite di memoria.
Nel corso del tempo sono state avanzate più ipotesi sulle cause di questo fenomeno, compreso l'impiego di armi neurologiche, armi a microonde e soniche da parte di governi stranieri, ma l'eziologia non è stata ancora chiarita.

## Eventi
I primi casi vennero segnalati nei primi mesi del 2016 da alcuni membri della CIA di stanza all'Avana, ma la notizia trapelò solo nell'inverno del 2017, quando membri del corpo diplomatico statunitense riferirono di presentare malesseri. Tra il 2016 e il 2018 circa ventisei membri della rappresentanza statunitense risultarono colpiti dalla sindrome.
Gli individui affetti dichiararono in larga parte di aver udito prima della comparsa dei sintomi una specie di ronzio, proveniente da una direzione specifica, di durata variabile tra i 20 secondi e i 30 minuti, mentre altri una leggera pressione o vibrazione sulla testa, oppure una sensazione simile a quando si viaggia in macchina tenendo il finestrino semiaperto. Curiosamente, le persone vicine ai soggetti interessati non avevano percepito alcunché di anomalo.
Oltre ai diplomatici statunitensi, nel 2017 almeno un membro dell'ambasciata canadese nella capitale cubana sarebbe stato affetto da perdita dell'udito manifestatasi dopo episodi analoghi. In una dichiarazione ufficiale pubblicata nel gennaio del 2019, il governo canadese affermò che sarebbero 14 i connazionali colpiti dalla sindrome (includendo impiegati dell'ambasciata e relativi familiari); tuttavia nel 2021 alcuni diplomatici, protestando per essere stati assegnati all'ambasciata cubana, sostennero che i casi sarebbero di più, e che il governo non avrebbe garantito sufficiente protezione al corpo diplomatico di stanza a Cuba.

## Possibili cause
L'origine del fenomeno risulta ignota, e più cause sono state suggerite.

### Armi soniche
Nella primavera del 2017 venne avviata un'indagine da parte dell'FBI, che inviò alcuni agenti a L'Avana. Nel report finale tuttavia l'agenzia affermò di non aver rinvenuto prove di utilizzo di armi soniche.
Risonanze magnetiche effettuate su alcuni diplomatici affetti da parte di un gruppo di ricerca della Università della Pennsylvania evidenziarono un ridotto volume della sostanza bianca a livello regionale, una ridotta integrità del cervelletto e delle funzioni uditive e visuo-spaziali, compatibili con un trauma cranico.

### Armi a microonde
Uno studio effettuato da esperti della National Academies of Sciences, Engineering, and Medicine commissionato dal Dipartimento di Stato e pubblicato nel dicembre del 2020 arrivò alla conclusione che l'origine più probabile del fenomeno fosse ragionevolmente attribuibile ad un'arma ad energia pulsata, un tipo di tecnologia che sarebbe stato oggetto di ampie ricerche in Unione Sovietica. La United States Intelligence Community e membri del governo americano (sia durante la presidenza Trump che quella Biden) hanno più volte sostenuto il coinvolgimento dei servizi segreti russi, sebbene nessuna accusa sia mai stata avanzata formalmente.
Nessuna prova dell'impiego di armi a microonde è stata tuttavia ritenuta oggettivamente soddisfacente.

### Fattori ambientali
L'unità di analisi comportamentale dell'FBI analizzò le dichiarazioni delle vittime degli attacchi all'ambasciata dell'Avana rilasciate durante le indagini da parte dell'agenzia, arrivando alla conclusione che potesse trattarsi di un caso di isteria di massa. Alla medesima conclusione arrivò il comitato di esperti JASON, interrogato dal Dipartimento di Stato, suggerendo che si potesse parlare di disturbi psicosomatici.
Il succitato rapporto del National Academies of Sciences, Engineering, and Medicine del dicembre 2020 sosteneva che cause psicologiche e sociali potessero aver causato o contribuito allo sviluppo dei sintomi, sebbene non in tutti i casi.
Un report preliminare sulle indagini svolte dalla CIA, pubblicato nel gennaio del 2022, ha tuttavia escluso questa evenienza, suggerendo che buona parte dei casi siano da ricondurre a fattori ambientali, elevato stress e condizioni mediche non precedentemente diagnosticate.